# Eurovision Song Contest 1968
Der Eurovision Song Contest 1968 war der 13. seit Beginn dieses Musikwettbewerbs der Eurovisionsländer. Er fand am 6. April 1968 in der Royal Albert Hall in London statt, da die Vorjahressiegerin Sandie Shaw aus dem Vereinigten Königreich gekommen war. Es siegte die Spanierin Massiel mit ihrem Lied La, la, la. Die Veranstaltung, die erstmals in Farbe übertragen wurde, moderierte Katie Boyle.
Massiel war die erste Eurovisionsgewinnerin, die ihr Lied bei der Siegesreprise in einer zweisprachigen Version präsentierte, und zwar in Spanisch und Englisch. Die englische Version von „La, la, la“ trägt den Titel „He gives me love“ und wurde ebenfalls als Vinylsingle (und mittlerweile auch auf CD) veröffentlicht.

## Besonderheiten
Ursprünglich sollte das spätere Siegerlied von dem Katalanen Joan Manuel Serrat vorgetragen werden. Da er jedoch darauf bestand, in Katalanisch zu singen, verbot ihm der spanische Diktator Franco die Teilnahme, und so übernahm die in Spanien und Lateinamerika bereits populäre Massiel den Part. In einer Fernsehdokumentation wird außerdem behauptet, dass Franco Jurystimmen kaufen ließ, um den Sieg Spaniens zu ermöglichen.
Interessanterweise sollte der Siegertitel nachträglich wegen eines Plagiatvorwurfs disqualifiziert werden: Sowohl die Melodie wie auch Teile des Textes seien demnach dem Song Death of a Clown von Ray Davies und Dave Davies entnommen. Das Ganze verlief dann doch im Sande.
Es war der erste Contest, der in Farbe gesendet wurde.
Darüber hinaus wurde der Wettbewerb zum ersten Mal von allen Intervision-Ländern im Ostblock live übertragen. Auch Tunesien, ein assoziiertes Mitglied der EBU, übertrug die Show live.
Einige Darsteller einer Comedyserie der BBC verkleideten sich und behaupteten, die Delegation Albaniens zu sein. Ihnen wurde tatsächlich Probezeit gewährt. Der Schwindel flog erst auf, als sie auf der Bühne eine Jazz-Version des britischen Beitrags Congratulations anstimmten.

## Teilnehmer

Teilnehmende Länder
Länder, die bereits an einem früheren ESC teilgenommen hatten, aber nicht im Jahr 1968

Wie im Vorjahr nahmen 17 Länder an dem Eurovision Song Contest 1968 in London teil.

### Wiederkehrende Interpreten
| Land       | Interpret       | Vorherige(s) Teilnahmejahr(e) |
| ---------- | --------------- | ----------------------------- |
| Frankreich | Isabelle Aubret | 1962                          |

### Dirigenten
Jedes Lied wurde mit Live-Musik begleitet – folgende Dirigenten leiteten das Orchester bei dem jeweiligen Land:
- Portugal – Joaquim Luís Gomes
- Niederlande – Dolf van der Linden
- Belgien – Henri Segers
- Österreich – Robert Opratko
- Luxemburg – André Borly
- Schweiz – Mario Robbiani
- Monaco – Michel Colombier
- Schweden – Mats Olsson
- Finnland – Ossi Runne
- Frankreich – Alain Goraguer
- Italien – Giancarlo Chiaramello
- Vereinigtes Königreich – Norrie Paramor
- Norwegen – Øivind Bergh
- Irland – Noel Kelehan
- Spanien – Rafael Ibarbia
- BR Deutschland – Horst Jankowski
- Jugoslawien – Miljenko Prohaska

## Abstimmungsverfahren
Es galt das gleiche Abstimmungsverfahren wie im Vorjahr. In den einzelnen Ländern saßen wieder jeweils zehn Jurymitglieder, die jeweils eine Stimme an ein Lied vergeben durften. Die Ergebnisse wurden telefonisch und öffentlich übermittelt.

## Platzierungen
| Platz | Startnr. | Land                   | Interpret                  | Titel (M = Musik; T = Text)                                       | Sprache        | Übersetzung                                 | Punkte |
| ----- | -------- | ---------------------- | -------------------------- | ----------------------------------------------------------------- | -------------- | ------------------------------------------- | ------ |
| 01.   | 15       | Spanien                | Massiel                    | La, la, la M/T: Manuel de la Calva, Ramón Arcusa                  | Spanisch       | –                                           | 29     |
| 02.   | 12       | Vereinigtes Königreich | Cliff Richard              | Congratulations M/T: Bill Martin, Phil Coulter                    | Englisch       | Glückwünsche                                | 28     |
| 03.   | 10       | Frankreich             | Isabelle Aubret            | La source M: Daniel Faure; T: Henri Dijan, Guy Bonnet             | Französisch    | Die Quelle                                  | 20     |
| 04.   | 14       | Irland                 | Pat McGeegan               | Chance of a Lifetime M/T: John Kennedy                            | Englisch       | Chance eines Lebens                         | 18     |
| 05.   | 08       | Schweden               | Claes-Göran Hederström     | Det börjar verka kärlek, banne mej M/T: Peter Himmelstrand        | Schwedisch     | Verdammt, es fängt an, wie Liebe auszusehen | 15     |
| 06.   | 16       | BR Deutschland         | Wencke Myhre               | Ein Hoch der Liebe M: Horst Jankowski; T: Carl J. Schäuble        | Deutsch        | –                                           | 11     |
| 07.   | 03       | Belgien                | Claude Lombard             | Quand tu reviendras M: Jo van Wetter; T: Rolande Dero             | Französisch    | Wenn du wiederkommst                        | 08     |
| 07.   | 07       | Monaco                 | Line & Willy               | À chacun sa chanson M: Jean-Claude Oliver; T: Roland Valade       | Französisch    | Jedem sein Lied                             | 08     |
| 07.   | 17       | Jugoslawien            | Luci & Hamo                | Jedan dan M: Djelo Jusić, Stipica Kalogjera; T: Stijepo Strazicic | Kroatisch      | Ein einziger Tag                            | 08     |
| 10.   | 11       | Italien                | Sergio Endrigo             | Marianne M/T: Sergio Endrigo                                      | Italienisch    | –                                           | 07     |
| 11.   | 01       | Portugal               | Carlos Mendes              | Verão M: Pedro Osório; T: José Alberto Diogo                      | Portugiesisch  | Sommer                                      | 05     |
| 11.   | 05       | Luxemburg              | Chris Baldo & Sophie Garel | Nous vivrons d’amour M: Carlos Leresche; T: Jacques Demarny       | Französisch    | Wir werden von Liebe leben                  | 05     |
| 13.   | 04       | Österreich             | Karel Gott                 | Tausend Fenster M: Udo Jürgens; T: Walter Brandin                 | Deutsch        | –                                           | 02     |
| 13.   | 06       | Schweiz                | Gianni Mascolo             | Guardando il sole M: Aldo D’Addario; T: Sanzio Chiesa             | Italienisch    | In die Sonne schauend                       | 02     |
| 13.   | 13       | Norwegen               | Odd Børre                  | Stress M: Tor Hultin; T: Ola B. Johannessen                       | Norwegisch     | –                                           | 02     |
| 16.   | 02       | Niederlande            | Ronnie Tober               | Morgen M, T: Joop Stokkermans, Theo Strengers                     | Niederländisch | –                                           | 01     |
| 16.   | 09       | Finnland               | Kristina Hautala           | Kun kello käy M: Esko Linnavalli; T: Juha Vainio                  | Finnisch       | Wenn die Zeit vergeht                       | 01     |

## Punktevergabe
| Land | Abstimmungsergebnisse | Abstimmungsergebnisse | Abstimmungsergebnisse | Abstimmungsergebnisse | Abstimmungsergebnisse | Abstimmungsergebnisse | Abstimmungsergebnisse | Abstimmungsergebnisse | Abstimmungsergebnisse | Abstimmungsergebnisse | Abstimmungsergebnisse | Abstimmungsergebnisse | Abstimmungsergebnisse | Abstimmungsergebnisse | Abstimmungsergebnisse | Abstimmungsergebnisse | Abstimmungsergebnisse | Abstimmungsergebnisse | Abstimmungsergebnisse |
| Land | Punkte                | PT                    | NL                    | BE                    | AT                    | LU                    | CH                    | MC                    | SE                    | FI                    | FR                    | IT                    | UK                    | NO                    | IE                    | ES                    | DE                    | YU                    | Votings               |
| --- | --------------------- | --------------------- | --------------------- | --------------------- | --------------------- | --------------------- | --------------------- | --------------------- | --------------------- | --------------------- | --------------------- | --------------------- | --------------------- | --------------------- | --------------------- | --------------------- | --------------------- | --------------------- | --------------------- |
| Portugal | 05                    |                       | –                     | –                     | –                     | –                     | –                     | –                     | –                     | –                     | –                     | –                     | –                     | 2                     | –                     | 3                     | –                     | –                     | 02                    |
| Niederlande | 01                    | –                     |                       | –                     | –                     | –                     | –                     | –                     | –                     | –                     | –                     | 1                     | –                     | –                     | –                     | –                     | –                     | –                     | 01                    |
| Belgien | 08                    | 1                     | –                     |                       | –                     | –                     | –                     | –                     | –                     | 1                     | 1                     | 3                     | 1                     | –                     | –                     | 1                     | –                     | –                     | 06                    |
| Österreich | 02                    | –                     | –                     | –                     |                       | –                     | –                     | –                     | –                     | –                     | –                     | –                     | –                     | –                     | –                     | –                     | 2                     | –                     | 01                    |
| Luxemburg | 05                    | –                     | 1                     | –                     | 1                     |                       | –                     | 1                     | –                     | –                     | 1                     | –                     | 1                     | –                     | –                     | –                     | –                     | –                     | 05                    |
| Schweiz a | 02                    | –                     | –                     | –                     | –                     | –                     |                       | –                     | –                     | –                     | –                     | –                     | –                     | –                     | –                     | –                     | –                     | 2                     | 01                    |
| Monaco | 08                    | –                     | 2                     | –                     | –                     | 1                     | –                     |                       | –                     | 3                     | –                     | –                     | 1                     | –                     | 1                     | –                     | –                     | –                     | 05                    |
| Schweden | 15                    | 1                     | 1                     | –                     | –                     | –                     | –                     | –                     |                       | 1                     | –                     | –                     | 2                     | 6                     | 4                     | –                     | –                     | –                     | 06                    |
| Finnland | 01                    | –                     | –                     | –                     | –                     | –                     | –                     | –                     | –                     |                       | –                     | –                     | –                     | 1                     | –                     | –                     | –                     | –                     | 01                    |
| Frankreich | 20                    | –                     | 3                     | 6                     | 2                     | 3                     | 3                     | –                     | 1                     | –                     |                       | 2                     | –                     | –                     | –                     | –                     | –                     | –                     | 07                    |
| Italien | 07                    | 1                     | –                     | –                     | –                     | –                     | 2                     | –                     | –                     | –                     | –                     |                       | –                     | –                     | –                     | 2                     | –                     | 2                     | 04                    |
| Vereinigtes Königreich                                                                                                 | 28                    | 1                     | 2                     | 2                     | –                     | 1                     | 4                     | 5                     | 3                     | 2                     | 4                     | 1                     |                       | –                     | 1                     | –                     | 2                     | –                     | 12                    |
| Norwegen | 02                    | –                     | –                     | –                     | –                     | 1                     | –                     | –                     | –                     | –                     | –                     | –                     | –                     |                       | –                     | 1                     | –                     | –                     | 02                    |
| Irland | 18                    | 1                     | 1                     | 1                     | 4                     | 1                     | –                     | –                     | 4                     | –                     | –                     | –                     | –                     | –                     |                       | –                     | –                     | 6                     | 07                    |
| Spanien | 29                    | 4                     | –                     | –                     | 2                     | 1                     | –                     | 4                     | –                     | 3                     | 4                     | 3                     | –                     | 1                     | 1                     |                       | 6                     | –                     | 10                    |
| Deutschland | 11                    | –                     | –                     | –                     | –                     | 1                     | 1                     | –                     | 2                     | –                     | –                     | –                     | 5                     | –                     | –                     | 2                     |                       | –                     | 05                    |
| Jugoslawien | 08                    | 1                     | –                     | 1                     | 1                     | 1                     | –                     | –                     | –                     | –                     | –                     | –                     | –                     | –                     | 3                     | 1                     | –                     |                       | 06                    |
| Die Tabelle ist senkrecht nach der Auftrittsreihenfolge geordnet, waagerecht nach der chronologischen Punkteverlesung. |                       |                       |                       |                       |                       |                       |                       |                       |                       |                       |                       |                       |                       |                       |                       |                       |                       |                       |                       |